# Piper deamii
Piper deamii är en pepparväxtart som beskrevs av William Trelease. Piper deamii ingår i släktet Piper och familjen pepparväxter. Inga underarter finns listade i Catalogue of Life.